# Vespadelus darlingtoni
Vespadelus darlingtoni är en fladdermusart som beskrevs av G. M. Allen 1933. Vespadelus darlingtoni ingår i släktet Vespadelus och familjen läderlappar. Inga underarter finns listade i Catalogue of Life.
Artepitet i det vetenskapliga namnet hedrar den amerikanska biologen Philip Jackson Darlington Jr.
Denna fladdermus förekommer i sydöstra Australien och på Tasmanien. Arten når i bergstrakter 1300 meter över havet. Habitatet utgörs av olika slags skogar och av träskmarker. Vespadelus darlingtoni besöker även jordbruksmark och städernas kanter. Individerna vilar i trädens håligheter och bildar där kolonier med upp till 60 medlemmar. Per kull föds en unge.